# 땅거스러미

미국의 주경계선상의 땅거스러미를 표시한 지도

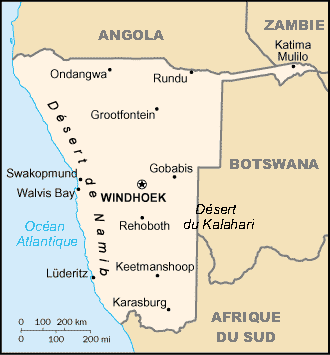
나미비아 북동부의 땅거스러미

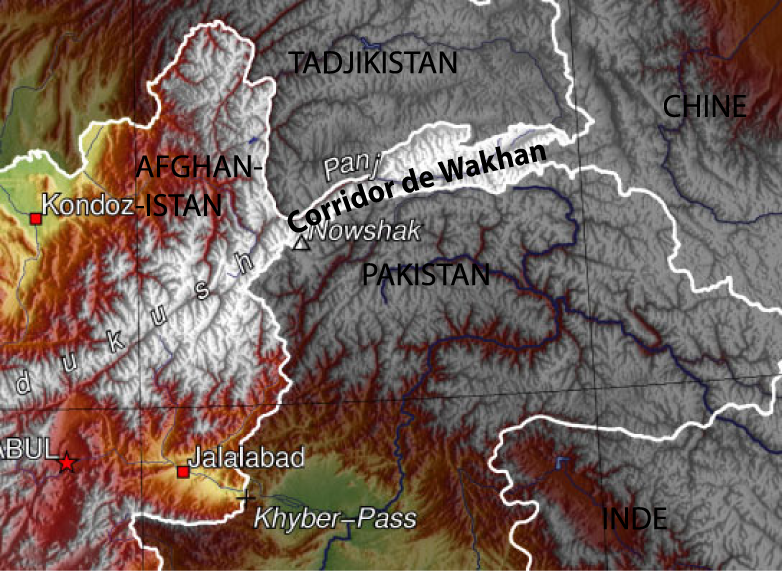
아프가니스탄 북동부의 땅거스러미

땅거스러미(영어: panhandle)란 비공식적인 지리학 용어로 국경을 포함한 행정 구역의 경계선에서 한 쪽의 경계선이 좁고 긴 꼬리모양으로 다른 지역으로 파고들어 있는 모습의 땅을 가리킨다. 돌출지(突出地) 또는 돌미지(突尾地)라고도 한다.
조선시대에는 이러한 형태의 행정구역 형태를 견아상입지(犬牙相入地) 또는 두입지(斗入地)라고도 하였다. 영어로 이것을 가리키는 말인 팬핸들(panhandle)은 프라이팬의 손잡이를 가리키는 말인데, 땅의 모습에서 연상되어 붙여진 표현이다.

## 대한민국의 땅거스러미
- 인천광역시 계양구 둑실동: 인천광역시 서구 동쪽으로 파고들어 있다.
- 강원특별자치도 철원군의 북동부(원남면, 원동면, 임남면): 군사분계선과 화천군 사이로 파고들어 있다.
- 강원특별자치도 원주시 신림면
- 강원특별자치도 태백시 삼수동: 정선군 동쪽과 삼척시 남서쪽 사이로 파고들어 있다.
- 충청남도 천안시 동남구 봉명동: 2008년 천안시가 동남구와 서북구를 설치하면서 천안시 갑 국회의원 선거구에 해당하는 지역이 동남구로 분리되면서 서북구 성정동, 쌍용동, 백석동 사이로 파고들었다.
- 충청남도 금산군 복수면 지량리·신대리: 대전광역시 남쪽으로 파고들어 있다.
- 전북특별자치도 완주군 상관면·구이면: 상관면은 전주시와 임실군 사이로, 구이면은 전주시, 김제시, 임실군 사이로 파고들어 있다.
- 경상남도 김해시 수가동: 2000년 부산경남경마공원의 설치에 인한 조정으로, 부산광역시 강서구 범방동 남쪽으로 파고들어있다.

### 해소 사례
- 경기도 용인시 기흥구 영덕동의 일부(청명센트레빌 아파트 등)가 수원시 영통구로 파고들어 있었으나, 수원시와 용인시 간의 관할구역 조정으로 2019년 9월 13일에 해소되었다.[1][2][3]
- 경기도 화성시 반정동의 일부(신동택지지구 조성 지역 등)가 수원시 영통구와 권선구 사이의 남쪽으로 파고들어 있었으나, 수원시와 화성시 간의 관할구역 조정으로 2020년 7월 24일에 해소되었다.[4][5]

## 해외의 땅거스러미
- 아프가니스탄의 북동부
- 나미비아의 북동부
- 미국 알래스카주 남동부
- 인도의 동부
- 칠레

## 같이 보기
- 월경지